# Sue Townsend
Susan Lillian „Sue” Townsend (ur. 2 kwietnia 1946 w Leicesterze, zm. 10 kwietnia 2014 tamże) – angielska pisarka, autorka serii popularnych książek o Adrianie Mole’u.

## Życiorys
W wieku piętnastu lat porzuciła szkołę. Pracowała m.in. w sklepie, w warsztacie samochodowym i w fabryce. Mając osiemnaście lat wyszła za mąż. W 1999 roku lekarze wykryli u niej cukrzycę, z powodu której dwa lata później straciła wzrok.

## Publikacje
Seria o Adrianie Mole’u:
- Adrian Mole lat 13 i 3/4. Sekretny dziennik (The Secret Diary of Adrian Mole, Aged 13 3/4) 1982
- Adrian Mole. Męki dorastania (The Growing Pains of Adrian Mole) 1985
- Adrian Mole. Szczere wyznania (The True Confessions of Adrian Albert Mole) 1989
- Adrian Mole. Na manowcach (Adrian Mole, The Wilderness Years) 1993
- Adrian Mole. Czas cappuccino (Adrian Mole, The Cappuccino Years) 1999
- Adrian Mole i broń masowego rażenia (Adrian Mole and the Weapons of Mass Destruction) 2004
- Adrian Mole. Zaginione Dzienniki 1999-2001  (The Lost Diaries of Adrian Mole, 1999-2001) 2008
- Adrian Mole lat 39 i pół. Czas prostracji (Adrian Mole, The Prostrate Years) 2009

Pozostałe:
- Rebuilding Coventry 1988
- Królowa i ja (The Queen and I) 1991
- Widmowe dzieci (Ghost children) 1997
- The public confessions of a middle-aged woman: aged 55 3/4 2001
- Numer 10 (Number 10) 2002
- Królowa Camila (Queen Camilla) 2006